# Rödstrupig honungsfågel
Rödstrupig honungsfågel (Conopophila rufogularis) är en fågel i familjen honungsfåglar inom ordningen tättingar.

## Utseende
Rödstrupig honungsfågel är en liten honungsfågel med karakteristisk rödbrun fläck på strupen, därav namnet. I övrigt har den vit undersida, grått huvud, brun rygg och en gul fläck på vingen. Ungfågeln saknar det roströda på strupen men kan ha spår av rödaktig anstrykning. 

## Utbredning och systematik
Fågeln förekommer enbart i norra  Australien (Fitzroyfloden, västra Australien, Noosa, Queensland). Den behandlas som monotypisk, det vill säga att den inte delas in i några underarter.

## Levnadssätt
Rödstrupig honungsfågel hittas i skogar och skogslandskap, vanligen intill floder eller andra vattenkällor.

## Status
Arten har ett stort utbredningsområde och beståndet anses vara stabilt. Internationella naturvårdsunionen IUCN listar den därför som livskraftig (LC).